# Degerö, Helsingfors

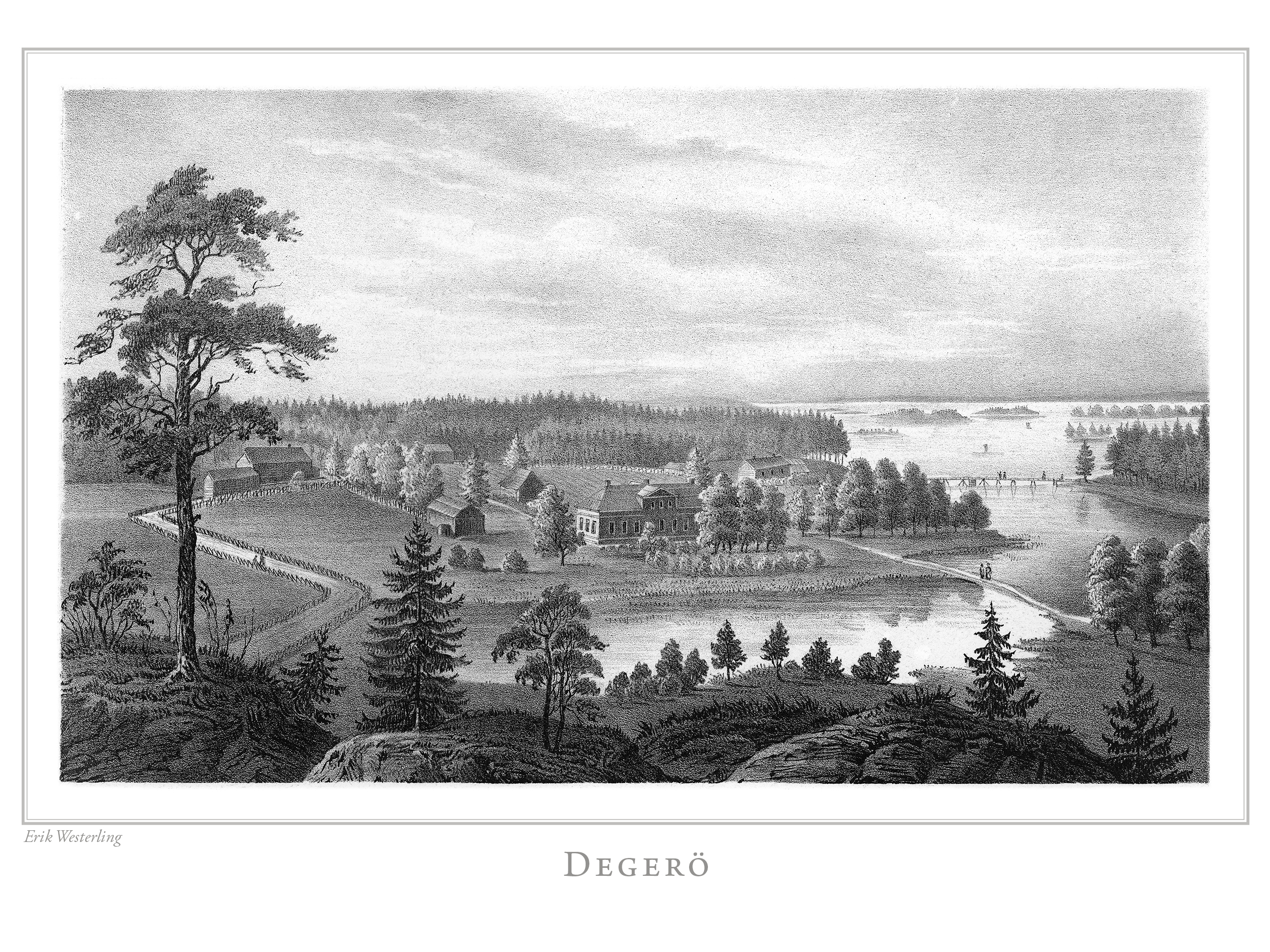
Litografi i Finland framstäldt i teckningar utgiven 1845-1852.

Degerö (finska: Laajasalo) är en ö, en stadsdel och ett distrikt i Helsingfors stad.
Stadsdelar inom distriktet Degerö är Degerö, Vårdö, Uppby, Jollas, Turholm, Stansvik, Hästnässund, Villinge, Sandhamn och Östra holmarna.
Delområden inom stadsdelen Degerö är Uppby, Jollas, Turholm, Stansvik och Hästnässund.
I Degerö finns det stora naturområden kvar. I västra Degerö låg mellan 1951 och 2010 Helsingfors oljehamn. Efter det att verksamheten i hamnen nedlades 2010, har planer utarbetats för att där bygga det nya bostadsområdet Kronbergsstranden.
På Sandhamn finns militär verksamhet, med garnisoner och Krigshögskolan. 
År 2021 påbörjades projektet Spårväg Kronbroarna med anläggning av tre broar till Degerö från Havshagen och en ny spårväg på omkring tio kilometer mellan centrala Helsingsfors och Uppby och Kronbergsstranden på Degerö.

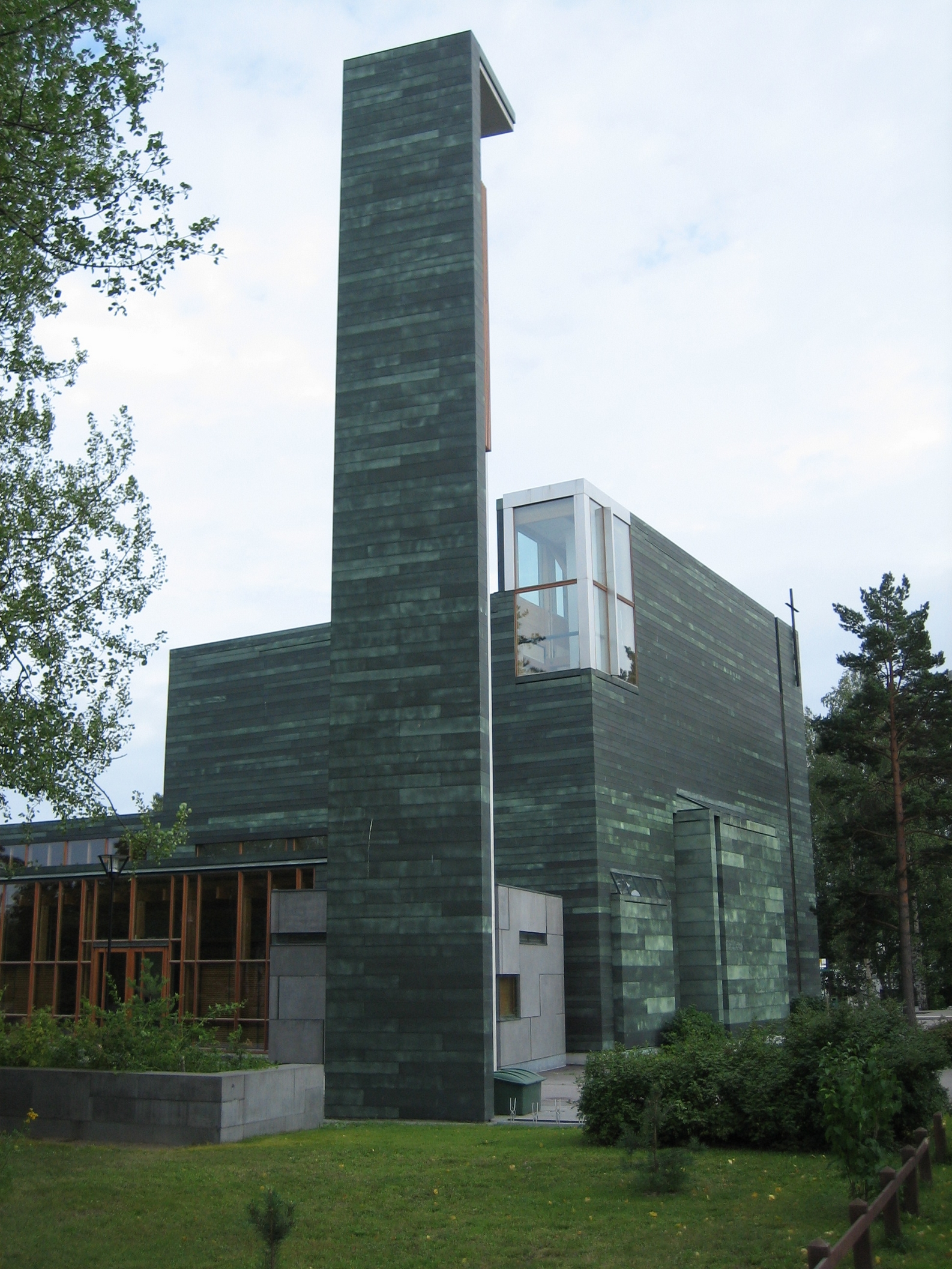
Degerö kyrka